# 郝树侯
郝树侯（1907年—1994年），原名建梁，笔名远树，男，山西定襄人，中国历史学家，曾任中国史学会理事。